# Tư thế quan hệ tình dục thông thường

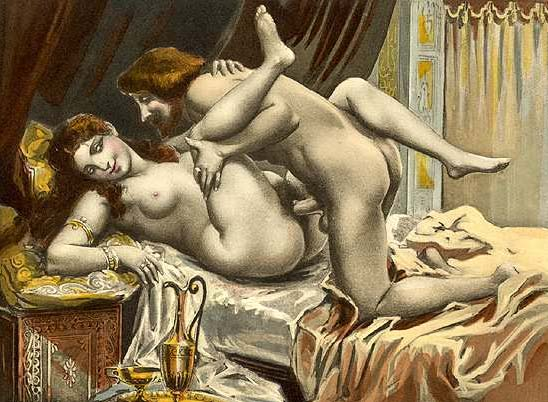
Tư thế quan hệ tình dục thông thường

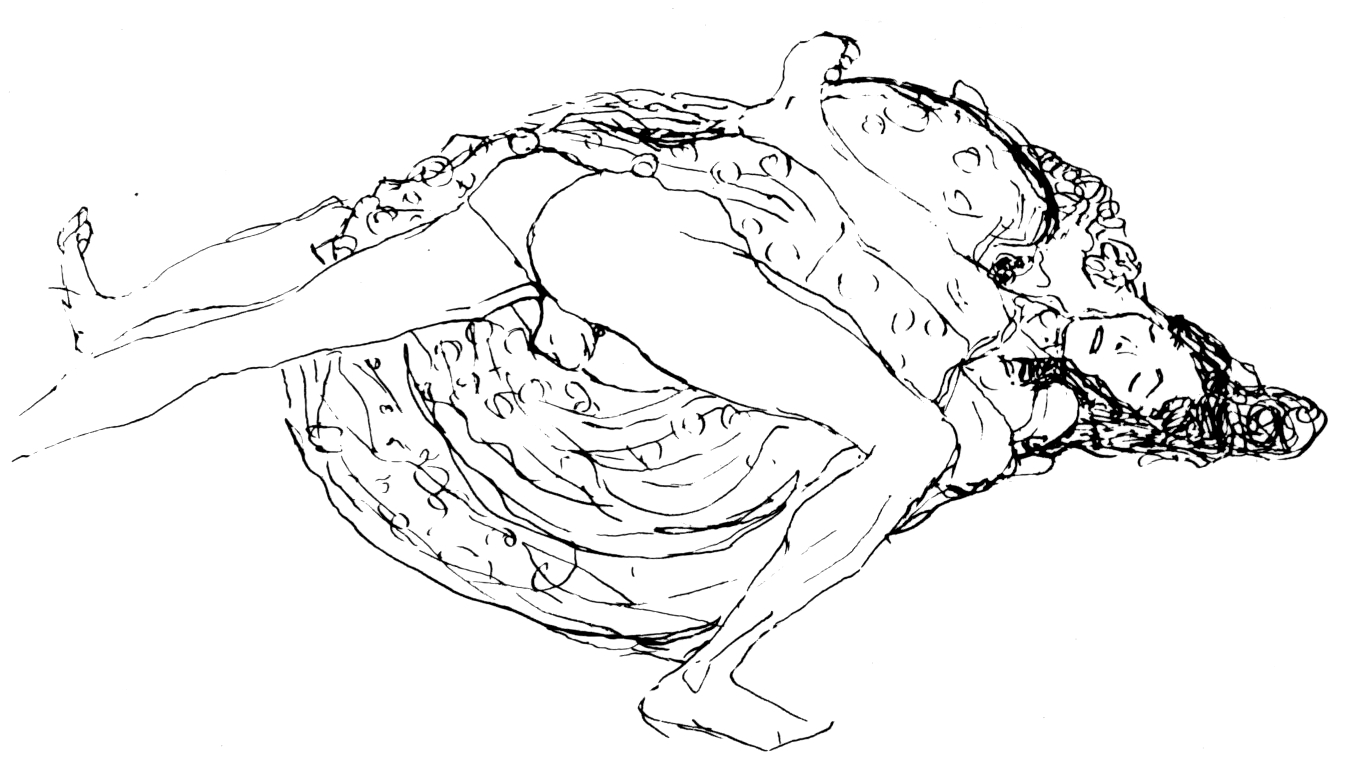
Les missionnaires, tác giả Gustav Klimt

Tư thế thông thường, còn gọi là "kiểu truyền giáo" (tiếng Anh: missionary position) là tư thế làm tình mà người nam ở phía trên, còn người nữ thì nằm ngửa và hai người đối mặt với nhau. Các biến thể khác của tư thế này tạo ra các mức độ khác nhau về độ ôm khít của âm đạo, sự kích thích âm vật, độ sâu của việc xâm nhập, sự tham gia của các bộ phận trên cơ thể người nữ, sở thích và tốc độ cực khoái. Các biến thể này có thể là người nữ đặt chân trên giường, giơ chân lên cao hoặc quàng chân vào người bạn tình; hoặc có thể là đặt một hay nhiều chiếc gối dưới hông.
Vị trí thông thường do Thomas Aquinas đưa ra và một số chức sắc nhà thờ trong thời Trung Cổ ở Châu Âu. Nó cũng xuất hiện trong các tác phẩm nghệ thuật cổ ở La Mã, Peru, Ấn Độ, Trung Quốc và Nhật Bản. Một giai thoại phổ biến nói rằng cụm từ "kiểu truyền giáo" xuất hiện để đáp lại các nhà truyền giáo Thiên Chúa giáo, là những người đã dạy rằng vị trí thông thường là kiểu duy nhất phù hợp khi quan hệ tình dục. Cách giải thích này có thể bắt nguồn từ tác phẩm Sexual Behavior in the Human Male của Alfred Kinsey cùng sự kết hợp của những hiểu lầm và phiên dịch sai của các tài liệu lịch sử. Dân cư vùng Toscana tại Ý xem tư thế này là "Tư thế Thiên thần" trong khi một số cộng đồng nói tiếng Ả Rập lại gọi nó là "kiểu rắn trườn".
Những cặp thích sự lãng mạn tạo ra khi da chạm da và cơ hội nhìn vào mắt nhau, hôn và âu yếm nhau thì rất thích vị trí thông thường này. Tư thế này được cho là tư thế tốt cho việc sinh sản. Trong tình dục dị tính, kiểu này cho phép người nam điều khiển nhịp độ và độ sâu của những lần đưa vào, một số cặp tận hưởng cảm giác người nam "làm" còn người nữ thư giãn. Nhưng người nữ cũng có thể hưởng ứng việc đưa vào bằng cách di chuyển hông hoặc ghì chân xuống giường, hoặc dùng tay hay chân kéo người nam sát vào. Vị trí thông thường thì không thích hợp cho những giai đoạn sau của thai kỳ, hoặc khi người nữ muốn đóng vai trò chủ động.

## Lịch sử
Tư thế thông thường đã được sử dụng ít nhất hơn một thiên niên kỷ qua vì nó cũng được loài dã nhân sử dụng cũng như các loài linh trưởng khác. Robert Francoeur ghi lại các chứng cứ cho thấy việc áp dụng vị trí thông thường đã xuất hiện trên đồ gốm sứ cổ và nghệ thuật tại Cận Đông cũng như trong nghệ thuật của Hy Lạp, La Mã, Peru, Ấn Độ, Trung Quốc và Nhật Bản. Rất nhiều tư thế được mô tả trong bộ Kama Sutra cho thấy người nữ nằm ngửa còn chân thì ở nhiều tư thế khác nhau. Theo Canongate, nghệ thuật cổ cho thấy vị trí thông thường ít phổ biến hơn vị trí người nữ phía trên ở Ur, Hy Lạp, La Mã, Peru, Ấn Độ, Trung Quốc và Nhật Bản. Nhưng Francoeur cũng nói rằng người Trung Hoa cổ thích kiểu người nam ở phía trên vì họ tin rằng người nam sinh ra úp mặt xuống còn người nữ thì ngửa mặt lên. Bộ tộc Kagaba ở Colombia ưa chuộng vị trí thông thường do tính ổn định của vị trí này mang lại; họ tin rằng nếu người nữ chuyển động khi đang giao hợp thì Trái Đất sẽ bị trượt khỏi vai của 4 người khổng lồ đang nâng nó lên khỏi mặt nước. Bộ lạc Kerala tin rằng vị trí người nam ở phía trên là vị trí duy nhất để chứng tỏ mình là chiến binh.
Ở Hy Lạp, thuở ban đầu vị trí thông thường được xem là tư thế không phổ biến. Giường lúc đó đã xuất hiện, nhưng nó không giống như giường chúng ta nhìn thấy ngày nay, và đàn ông thường kết hôn với các thiếu nữ rất trẻ (chỉ chừng 14 hoặc 15 tuổi) vì vậy thường tạo ra sự chênh lệch về chiều cao giữa hai người. Những yếu tố này khiến cho tư thế đứng thuận tiện hơn. Tuy nhiên, vào thế kỷ thứ 2, Artemidos đã làm cho vị trí thông thường trở nên phổ biến trong các triết lý Hy-La khi tuyên bố rằng nó là tư thế "duy nhất thích hợp và tự nhiên" vì nó khằng định sự thống trị của người nam trên người nữ.
Mặc dù Kinh Thánh không đề cập đến các tư thế làm tình, nhưng từ thế kỷ thứ 6 đến thế kỷ thứ 16, các chức sắc nhà thờ dạy rằng khi giao hợp thì phải mặt đối mặt, nam ở phía trên chủ yếu là vì họ tin rằng tinh dịch sẽ chảy xuống theo trọng lực, do đó đã tạo ra khái niệm về tư thế này. Một số ngoại lệ được áp dụng cho những cặp bị đau ốm, béo phì hoặc mang thai. Giáo hội Công giáo thời Trung cổ quan sát thấy rằng động vật giao cấu với nhau trong tư thế ventro-dorsal ("kiểu chó"), và kết luận rằng tư thế đó không tự nhiên cho con người. Theo tác phẩm "Human Sexuality and Its Problems" của John Bancroft, Thomas Aquinas tin rằng tội chống lại tự nhiên bao gồm cả việc giao hợp ở những tư thế không tự nhiên, và vị trí thông thường được xem là tư thế tự nhiên duy nhất. Benjamin Shepard viết: "đối với nhà thần học Aquinas, bất cứ quan hệ tình dục nào không sử dụng vị trí thông thường – nam trên nữ dưới – đều được cho là lạc thú phi lý, là dâm ô". Tin Lành cũng không dạy về các tư thế làm tình thích hợp, và cuối cùng thì Giáo hội Công giáo cũng bỏ chủ đề này ra khỏi các bài giảng. Simon Hardy viết rằng vị trí thông thường được dùng để phân biệt giữa "tình dục của súc vật và tình dục văn minh".
Những người tin rằng vị trí thông thường là tư thế duy nhất được cho phép còn có Alexander of Hales và tác giả của quyển De secretis mulierum, người đã nói rằng các tư thế không đúng chuẩn mực có thể sinh ra những khiếm khuyết bẩm sinh. Ruth Mazo Karras nói rằng bài luận Summa de virtutibus et vitiis của tác giả William Peraldus phân biệt giữa tội chống lại thiên nhiên rằng theo bản chất (giao hợp khác ngoài âm đạo) và "tuỳ theo thái độ, khi người nữ ở phía trên". Sách hướng dẫn quan hệ của Nicholas Venette những năm 1770 ca ngợi vị trí thông thường là "tư thế thông thường... mà dễ được chấp nhận nhất và mang lại khoái lạc nhiều nhất". Nhiều nguồn thông tin nói rằng ở Mỹ, pháp luật ở một số tiểu bang không thừa nhận các tư thế khác ngoài vị trí thông thường khi hai vợ chồng ân ái, hoặc cho phép người phụ nữ được ly dị nếu người chồng dùng các tư thế khác. Trong khi luật pháp một số tiểu bang không thừa nhận tình dục đường miệng, tình dục đường hậu môn, hoặc những hành động "phi tự nhiên" khác, thì không có điều khoản nào trong luật pháp Hoa Kỳ cấm quan hệ tình dục trong tư thế ventro-dorsal ("kiểu chó"), hoặc nói rõ người nào phải ở phía trên.

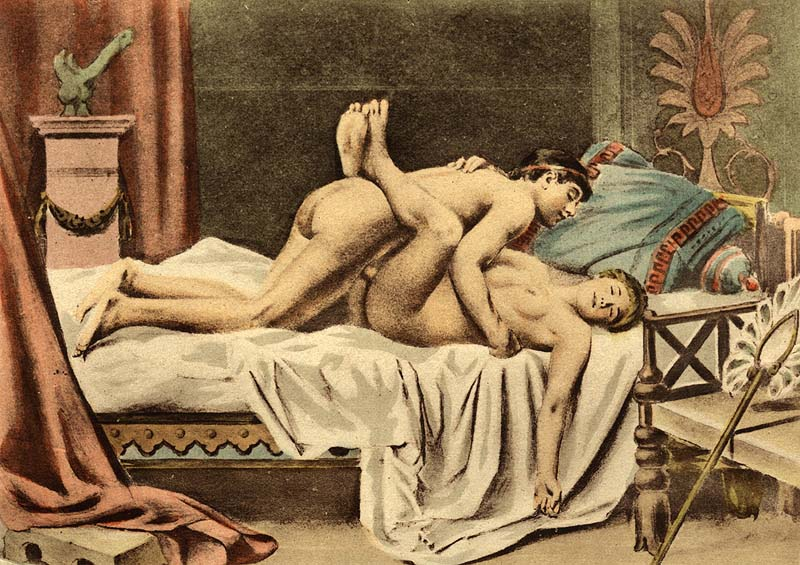
Kiểu lưỡi cày